# 舍農索城堡
舍農索城堡（法語：Château de Chenonceau，法語發音：[ʃɑto də ʃənɔ̃so]），又稱雪儂梭城堡或女人城堡，位於法國安德爾-羅亞爾省的羅亞爾河流域，靠近舍農索小村落，建立在羅亞爾河的支流谢尔河上，11世紀時初見於歷史記錄。現在的城堡是由法國文藝復興時期的建築師菲利貝爾·德洛姆所設計的。

## 歷史
舍農索城堡的前身在1411年被時皇家軍隊所放火燒毀，是為了懲罰當時的城主讓·馬克（Jean Marques）的叛亂活動。後來他在1430年代將城堡重建，而且也建立了一座水力磨粉機。後來由於讓·馬克的繼承人皮埃爾·馬克（Pierre Marques）背負了龐大的債務，所以在1513年將城堡賣給當時法國國王查理八世的財務大臣湯瑪斯·波赫爾（Thomas Bohier）。博耶在1515年－1521年間為了建造一座全新的官邸，而破壞了當時的城堡。這次拆除與建造工程有時候是由博耶的妻子嘉芙蓮·布里索內（Catherine Briçonnet）來監督的。卡特琳也很樂於服侍法國的貴族，其中也包括在兩次宴會中服侍法國國王弗朗索瓦一世。
後來因為博耶的兒子沒有還清積欠國王的債務，所以舍農索城堡被弗朗索瓦一世所查封。在1547年弗朗索瓦一世死後，亨利二世將城堡送給他的情婦黛安·德·波迪耶，因為她非常喜歡舍農索城堡。她建造了一座拱橋，連結城堡與對岸。然後她又監督大片花圃、蔬菜園與果園的開闢工作，因為位於河堤邊，所以為了保護園圃不受河水氾濫的侵襲，設計了石質的平台，也把精緻的花園分割成四個三角形。
黛安·德·波迪耶無疑是舍農索城堡的女主人，但是直到1555年為止，城堡的所有權都是在國王的手中。不過在1555年，在脆弱的法律基礎之下，黛安終於擁有了舍農索城堡的所有權。但是在1559年亨利二世死後，他的王妃凯瑟琳·德·美第奇就把黛安給驅逐了。因為城堡的所有權不再是屬於國王，所以凱瑟琳王妃並沒有完全的占有它，但是凱瑟琳強迫黛安遷居到紹蒙城堡。後來舍農索城堡就成為凱瑟琳王妃最珍愛的住所，而且替城堡添加了新的花園。

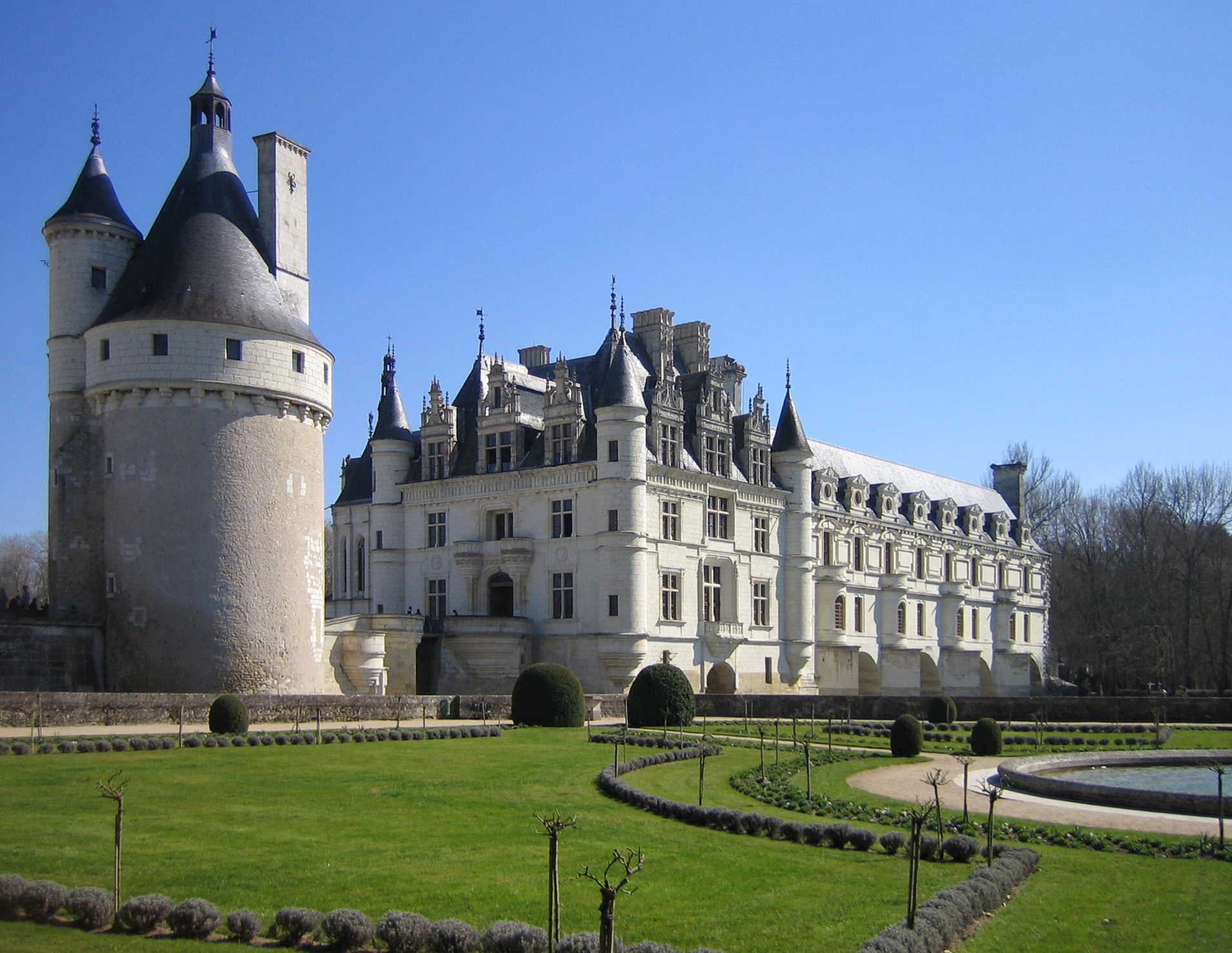
舍農索城堡

作為法國的攝政，凱瑟琳花費金錢在城堡與華麗的夜間宴會上。在1560年，法國第一次舉行煙火表演，為了慶祝凱瑟琳的兒子弗朗索瓦二世即位國王。雄偉的長廊在1577年順著原本的橋樑完全延伸到河的對岸。
在1589年凱瑟琳去世之後，舍農索城堡為她的兒子亨利三世的妻子洛林-沃代蒙的路易絲王妃（Louise de Lorraine-Vaudémont）所擁有。在這裡，路易絲得知亨利三世被暗殺身亡的消息。從此路易絲意志消沉，她穿著喪服在諾大的城堡長廊中漫無目的遊走，經過繡有骷髏頭與骨頭交叉圖像的掛毯。
下一位女主人在1624年接管舍農索城堡，她是亨利四世的情人嘉百麗·戴斯特雷（Gabrielle d'Estrées）。在這之後，路易絲王妃的繼承人旺多姆公爵夫婦（Vendôme）成為舍農索城堡的新主人。接下來城堡傳給了瓦盧瓦王朝的繼承者，而舍農索城堡時而有人居住時而廢棄，在這段期間延續超過100年。
波旁王朝的公爵路易四世·亨利·德·波旁在1720年買下了舍農索城堡。後來，他漸漸的將城堡裡的財物一一出售，最後城堡也被賣給一位名叫克洛德·多菲納（Claude Dauphine）的地主。
克洛德的妻子莫迪利亞尼（Madame Louise Dupin）為路易十五世時的財務大臣薩米埃爾·貝爾納（Samuel Bernard）的女兒，也是喬治·桑祖母。莫迪利亞尼在城堡中娛樂啟蒙時代的領導者，包括伏爾泰、孟德斯鳩、布豐、豐特內勒（Bernard le Bovier de Fontenelle）、馬里沃（Pierre Carlet de Marivaux）與讓·雅各·盧梭等人。她將舍農索城堡從法國大革命中挽救下來，保護城堡不被革命軍隊破壞，因為它對商業與旅遊是不可或缺的：舍農索城堡是附近幾英里內唯一的橋樑。

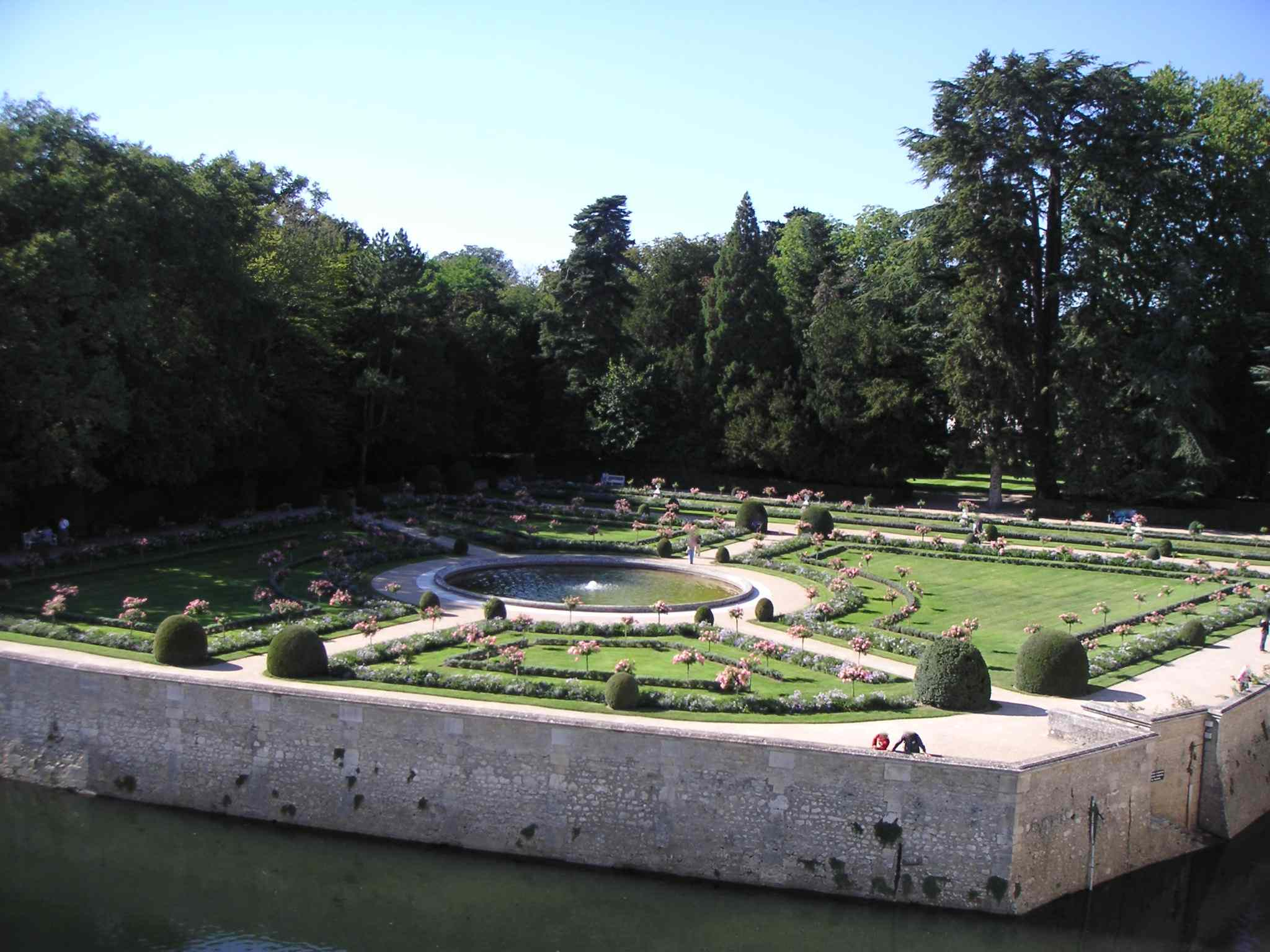
舍農索城堡的庭園

據說莫迪利亞尼是歷史上唯一一個改變城堡拼法的人，將Chenonceaux改成Chenonceau，這是因為她想要在法國大革命時討好河谷的居民。她將X去掉是因為它是皇室的符號，這樣可以與共和區別出來，雖然沒有發現任何官方資訊來支持這個說法（之後城堡的拼法就成為Chenonceau）。
在1864年，一位蘇格蘭人丹尼爾·威爾森（Daniel Wilson）（曾經在巴黎裝設煤氣燈）為了女兒而買下舍農索城堡。她遵循了之前卡特琳王妃的傳統，也舉辨了華麗的宴會，但也因此耗盡了她的財產。所以後來舍農索城堡被查封而且在1891年被轉賣給一位古巴的大富翁何塞-埃米利奧·特里（José-Emilio Terry）。何塞·特里在1896年將城堡賣給他的親戚弗朗西斯科·特里（Francisco Terry）。因巧克力而聞名的默尼耶家族（Menier family）在1913年買下這座城堡，直到今天舍農索城堡的所有權仍在默尼耶家族手中。
在第一次世界大戰時，默尼耶家族在舍農索城堡的長廊設立臨時的醫院。而在第二次世界大戰期間，它是從納粹佔領區通往位於謝爾河的另一岸的維琪法國的通道。
1940年，謝爾河水患破壞了黛安所建設的花園。在1951年，默尼耶家族將城堡的修復委託給貝爾納·瓦桑（Bernard Voisin），因為他買下了因1940年水患所毀壞的建築與花園，並且恢復原本的光采。舍農索城堡混合了哥德式建築與早期文藝復興建築的風格，而且城堡與花園是開放參觀的。除了凡爾賽宮，舍農索城堡是法國最多遊客參觀的城堡。

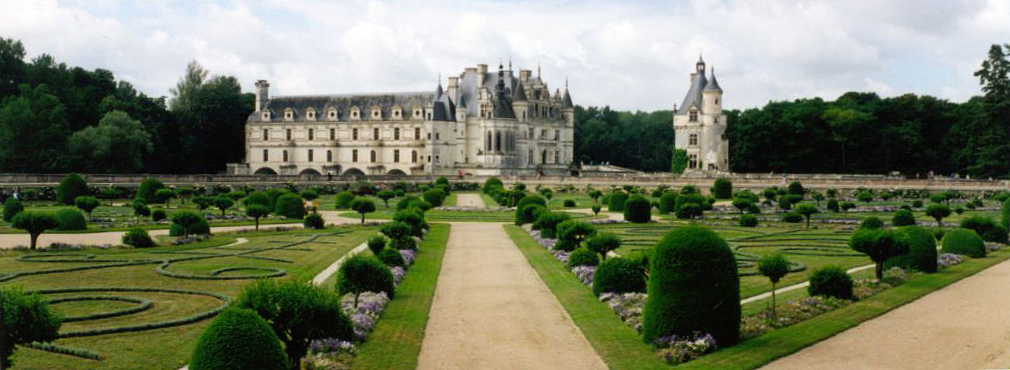
舍農索城堡

## 外部連結
- （英文）Official site
- （英文）Visiting the Castle of Chenonceau （页面存档备份，存于）
- （英文）（法文）Tourism Office Chenonceaux

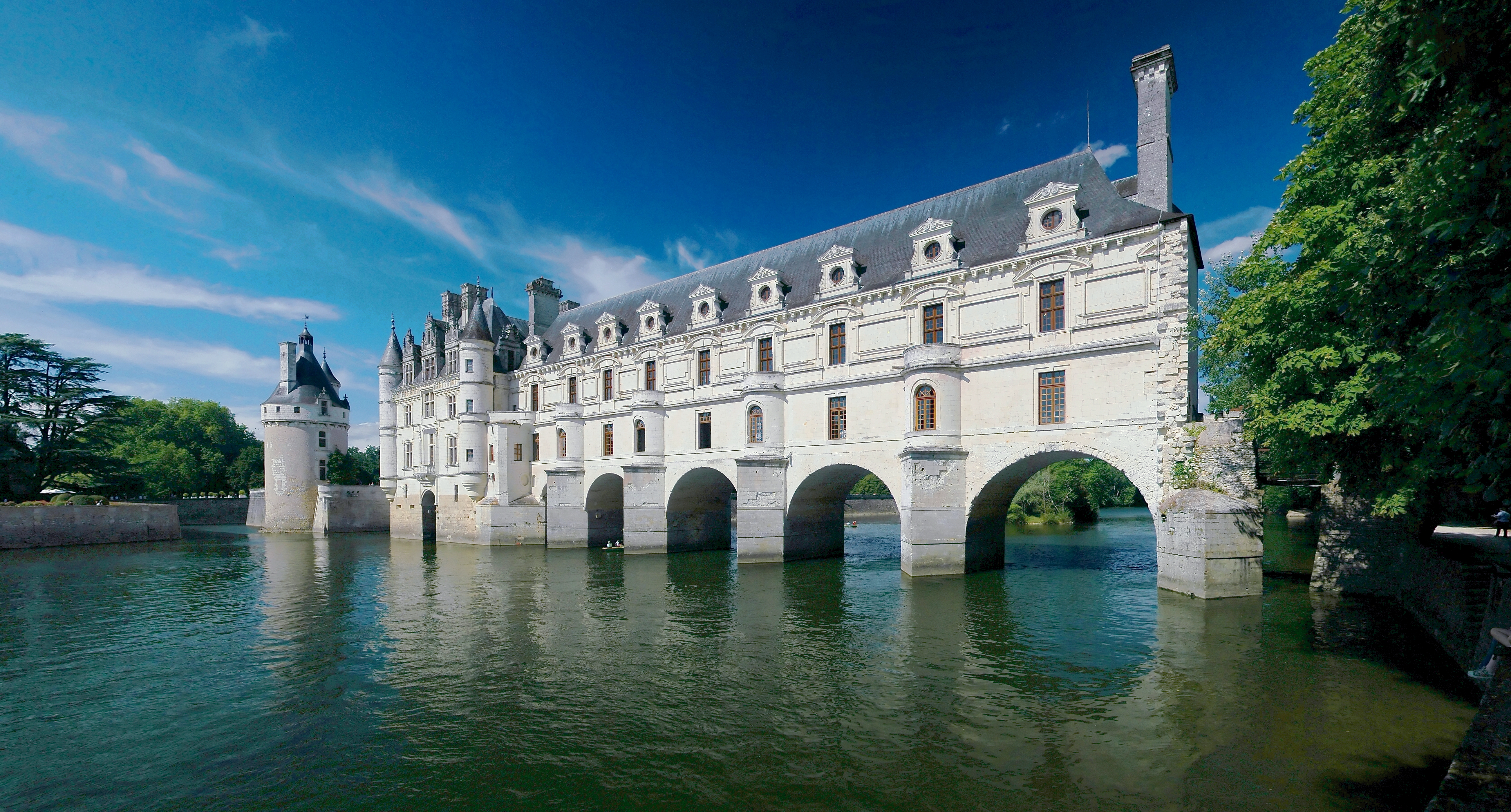
橫跨在謝爾河上的舍農索城堡

- Photos of Château de Chenonceau and other Loire castles （页面存档备份，存于）

47°19′30″N 1°04′14″E / 47.3250°N 1.0706°E